# Tyson Pedro
Tyson Pedro (Sydney, 17 settembre 1991) è un ex artista marziale misto australiano.
Ha Combattuto nella divisione dei pesi mediomassimi per l'organizzazione statunitense UFC. In passato ha militato anche nelle promozioni Eternal MMA e AFC. 

## Biografia
Chiamato così in onore di "Iron" Mike, Pedro nasce a Sydney da genitori australiani di origini samoane: suo padre John è considerato colui che ha portato le MMA in Australia e infatti Tyson entra nel mondo delle arti marziali a soli quattro anni, cominciando con il Jiu-Jitsu.
È cognato del peso massimo UFC Tai Tuivasa e vanta ben sette cinture nere in altrettante arti marziali.

## Caratteristiche tecniche
Pedro è un lottatore abbastanza completo, capace di unire alle proprie doti nel pugilato una discreta conoscenza del Jiu jitsu brasiliano.

## Carriera nelle arti marziali miste

### Ultimate Fighting Championship
Pedro compie il suo debutto in UFC il 15 novembre 2016 a UFC Fight Night 101, salendo sull'ottagono contro Khalil Rountree. L'australiano riesce ad imporsi via sottomissione alla prima ripresa, oltre a ricevere il riconoscimento Performance of the Night.
Il 4 marzo 2017 affronta l'imbattuto Paul Craig all'evento UFC 209, trionfando agevolmente via KO tecnico al primo round. Chiude il 2017 perdendo per decisione unanime contro Ilir Latifi.
Nel 2018 torna alla vittoria contro il russo Saparbek Safarov, prima di subire due sconfitte consecutive contro il veterano Ovince Saint-Preux e l'ex campione dei pesi mediomassimi UFC Mauricio "Shogun" Rua.
Nel 2024 Si è ritirato a seguito della sconfitta contro Vitor Petrino nell’evento UFC Vegas 87.

## Risultati nelle arti marziali miste
| Risultato | Record | Avversario         | Metodo                               | Evento                                       | Data              | Round | Tempo | Città                       | Note                                     |
| --------- | ------ | ------------------ | ------------------------------------ | -------------------------------------------- | ----------------- | ----- | ----- | --------------------------- | ---------------------------------------- |
| Sconfitta | 10-5   | Vitor Petrino      | Decisione (unanime)                  | UFC Fight Night: Rozenstruik vs. Gaziev      | 2 Marzo 2024      | 3     | 5:00  | Las Vegas, USA              | Si Ritira da combattente professionista  |
| Vittoria  | 10-4   | Anton Turkalj      | KO (pugni)                           | UFC 293                                      | 10 settembre 2023 | 1     | 2:12  | Sydney, Australia           |                                          |
| Sconfitta | 9-4    | Modestas Bukauskas | Decisione (unanime)                  | UFC 284                                      | 12 febbraio 2023  | 3     | 5:00  | Perth, Australia            |                                          |
| Vittoria  | 9-3    | Harry Hunsucker    | KO tecnico (calcio al corpo e pugni) | UFC 278                                      | 20 agosto 2022    | 1     | 1:05  | Salt Lake City, Stati Uniti |                                          |
| Vittoria  | 8-3    | Ike Villanueva     | KO (calcio alla gamba e pugni)       | UFC Fight Night: Lemos vs. Andrade           | 23 aprile 2022    | 1     | 4:55  | Las Vegas, Stati Uniti      |                                          |
| Sconfitta | 7-3    | Mauricio Rua       | KO tecnico (pugni)                   | UFC Fight Night: dos Santos vs. Tuivasa      | 2 dicembre 2018   | 3     | 0:43  | Adelaide, Australia         |                                          |
| Sconfitta | 7-2    | Ovince Saint Preux | Sottomissione (armbar)               | UFC Fight Night: Cowboy vs. Edwards          | 23 giugno 2018    | 1     | 2:54  | Kallang, Singapore          |                                          |
| Vittoria  | 7-1    | Saparbek Safarov   | Sottomissione (kimura)               | UFC 221: Romero vs. Rockhold                 | 11 febbraio 2018  | 1     | 3:54  | Perth, Australia            |                                          |
| Sconfitta | 6-1    | Ilir Latifi        | Decisione (unanime)                  | UFC 215: Nunes vs. Shevchenko 2              | 9 settembre 2017  | 3     | 5:00  | Edmonton, Canada            |                                          |
| Vittoria  | 6-0    | Paul Craig         | KO tecnico (gomitate)                | UFC 209: Woodley vs. Thompson 2              | 4 marzo 2017      | 1     | 4:10  | Las Vegas, Stati Uniti      |                                          |
| Vittoria  | 5-0    | Khalil Rountree    | Sottomissione (rear-naked choke)     | UFC Fight Night: Whittaker vs. Brunson       | 15 novembre 2016  | 1     | 4:07  | Melbourne, Australia        | Debutto in UFC, Performance of the Night |
| Vittoria  | 4-0    | Stephen Warby      | Sottomissione (rear-naked choke)     | AFC 17 - Australian Fighting Championship 17 | 15 novembre 2016  | 1     | 3:05  | Melbourne, Australia        |                                          |
| Vittoria  | 3-0    | Don Endermann      | Sottomissione (rear-naked choke)     | AFC 16 - Sosoli vs. Tuivasa                  | 15 novembre 2016  | 1     | 2:27  | Melbourne, Australia        |                                          |
| Vittoria  | 2-0    | Michael Fitzgerald | Sottomissione (ghigliottina)         | Urban Fight Night 6 - Make or Breal          | 12 marzo 2016     | 1     | 2:20  | Liverpool, Australia        |                                          |
| Vittoria  | 1-0    | Charlie Ngaheu     | KO (pugno)                           | Eternal MMA 3 - Friday Night Fights          | 23 settembre 2013 | 1     | 0:31  | Coolangatta, Australia      |                                          |